# Cara de Fogo
Cara de Fogo é um filme brasileiro de 1958, em preto e branco, dirigido por Galileu Garcia, baseado no livro A Carantonha, de Afonso Schmidt.

## Sinopse
Uma família de lavradores testemunha roubos de gado e passa a ser perseguida pelo criminoso, que é capataz da fazenda vizinha.

## Elenco
Na ordem em que aparecem nos letreiros
- Alberto Ruschel .... Luís
- Lucy Reis .... Mariana
- Ana Maria Nabuco .... Rosalina
- Gilberto Chagas .... Zé Pachola
- Eugenio Kusnet .... Tonico
- Antônio Coelho
- Joaquim Silva
- Nena Nascimento
- Roberto Alrean
- Jaime David
- Laércio Dias
- Ernesto Vilela
- Oswaldo Leonel
- Maria Aparecida Baxter
- João de Alencar

Apresentando
- José de Jesus].... Pedrinho

Participação especial
- Milton Ribeiro .... Gadanho

## Prêmios
- Prêmio Jornal A Tribuna do Paraná (1958)

Melhor fotógrafo (Rudolph Icsey)
- Prêmio Saci (1958)

Melhor roteiro (Galileu Garcia)
Melhor fotógrafo (Rudolph Icsey)
Prêmio Especial (José de Jesus)
Prêmio Governador do Estado de São Paulo (1958)
Melhor diretor
Melhor edição (João Alencar)
- Prêmio Cidade de São Paulo

Melhor ator (Alberto Ruschel)
Melhor atriz secundária (Ana Maria Nabuco)
Melhor roteiro (Galileu Garcia)
Melhor fotógrafo (Rudolph Icsey)
- Festival de Maringá (1958)

Melhor ator (Alberto Ruschel)
Melhor fotógrafo (Rudolph Icsey)

## Participações em festivais
- 1º Festival Internacional de Cinema de Moscou (1959)[2]